# Cluster tonal

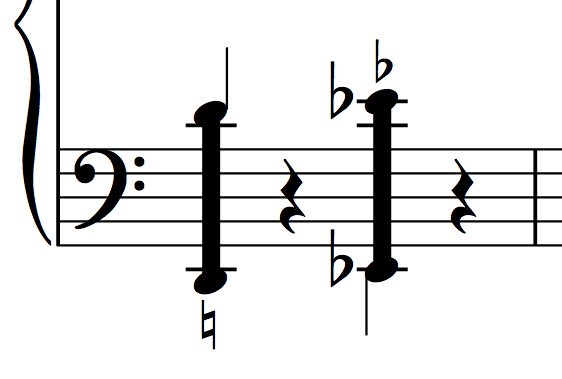
Clúster tonal de Cowell.

Un clúster és l'agregació consistent en un grup d'almenys tres notes ajdacents a distància de 2aM o 2am. És un acord musical dissonant que s'utilitza sobretot en música contemporània. El clúster no es pot considerar un acord, sinó una tècnica musical utilitzada per crear una forta tensió en un moment donat de la peça o orquestració.
El clúster pot ser tan tonal com atonal/cromàtic. El clúster tonal és aquell el qual l'agrupació de notes segueixen l'escala diatònica, mentre que a l'atonal hi entren notes que no són dins de l'escala diatònica. Per tant, si l'escala és de Do Major, el clúster tonal utilitzarà notes dins de l'escala de Do major (do-re-mi-fa-sol-la-si-do), però si el que es vol aconseguir és un clúster atonal, llavors disposem també de notes que són fora de l'escala de Do major (per exemple, do-do#-re-re#-mi). Cal recalcar, però, que hi ha una segona manera de classificar els clústers: depenent del tipus d'escala que s'estigui realitzant: 
1. Si és una escala cromàtica: el clúster sonarà dissonant. Les notes disten un semito: do-do#-re-re#-mi.
2. Si és una escala diatònica: les notes poden estar un to a part les unes de les altres, resultant menys dissonant: do-re-mi-fa-sol.
3. Si és una escala pentatònica: les notes poden estar a una tercera distància i és menys dissonant: do-re-mi-sol (en el cas de la pentatònica major).
4. El mateix amb altres tipus d'escales (lidi,mixolidi,eoli,etc.). Per tant, dependrà del mode en el que s'estigui tocant.[2]

Amb el piano és molt fàcil fer un clúster tonal. N'hi ha prou amb pitjar moltes tecles blanques a la vegada, amb tot el palmell de la mà, amb el puny o amb l'avantbraç, per abastar quantes més notes millor, perquè el que es pretén és crear una atmosfera sonora caòtica.

## Història
Aquesta tècnica musical va aparèixer a una composició escrita per piano de Henry Cowell (1897 - 1965), anomenada The tides o Manaunaun. Cowell va fer ús del clúster a la mà esquerra, creant així un pedal durant tota l'obra.
Han utilitzat els clústers, centenars de compositors especialment del segle xx. Apareixen, per exemple, uns primers clústers (amb el puny) a la sonata n.6 de Serguei Prokófiev. Posteriorment també a les Klavierstücke de Karlheinz Stockhausen o a la monumental sonata n.2 per a piano, anomenada Concord Sonata de Charles Ives, on alguns clústers s'efectuen utilitzant un regle, per poder abastar més notes alhora. Compositors catalans com Joan Guinjoan, Josep Maria Mestres Quadreny, Benet Casablancas, Francesc Taverna Bech, Xavier Benguerel entre d'altres, també han utilitzat els clústers dins les seves composicions.

## Música contemporània i jazz
Aquesta tècnica té els seus orígens en la música contemporània, tot i que més endavant es va començar a utilitzar a les obres orquestrals i als inicis del jazz. El clúster tonal s'utilitza de forma agressiva, per exemple, en el free jazz. El free jazz depèn de poques regles. És un tipus de jazz que fa ús d'atonalitats, politonalitats i altres tècniques musicals alternatives. És per això que el clúster es converteix en una molt bona manera d'expressar una sensació caòtica en una improvització. No obstant això, també es poden torbar clústers en balades, per exemple. En aquests casos, el clúster sí que té diversos punts de tenir en compte:
1. A la part superior del clúster, evitar els semitons, ja que creen una atmosfera massa dissonant. Es pot substituir per una segona major (2a M) o segona augmentada (2a +).
2. Fixar-se bé amb les notes que s'escullen, ja que un clúster és massa ambigu i un acord pot provenir de diferents orígens. El fet d'escollir les notes, per tant, dependrà del tipus d'escala però també de l'acord que estiguem tocant i el seu origen.
3. Trobar un punt mig entre l'agut i el greu. Es prioritza el sonar bé abans de sonar massa agressiu, forçat o dissonant.[1]

A la música contemporània el clúster també es pot emprar com un pedal, tal com feia Henry Cowell, i no tant com un "acord". D'aquesta manera pot quedar més natural que si ens el trobem en un compàs qualsevol. Per tant, tot i que és una eina molt fàcil de tocar amb un instrument, és essencial saber on i com introduir-lo d'una manera natural.

## Música cinematogràfica
La relació del clúster tonal amb el cinema es troba sobretot en el gènere de terror. És molt comú que les bandes sonores de terror facin ús de la música contemporània, ja que aquesta pot arribar a transmetre les sensacions de tensió i angoixa cerca que una pel·lícula de terror. Es poden trobar clústers a films tan rellevants de la història del cinema com Psicosi. A l'escena de la dutxa, Bernard Herrmann, utilitzà el clúster per tal d'augmentar el terror que transmetien les imatges. Actualment és un dels clústers més famosos en la cinematografia.